# ホームタウンストーリー
『ホームタウンストーリー』は、2013年12月12日にトイボックスから発売されたニンテンドー3DS用ゲームソフト。アメリカでは同年10月31日、ヨーロッパでは2014年5月2日発売。

## 概要
和田康宏がマーベラスAQLから独立し新たに起ち上げた会社、「トイボックス」のニンテンドー3DS参入第1弾ソフト。内容はアドベンチャーゲームで、和田がかつて手掛けた『牧場物語シリーズ』と同様に、牧歌的な世界観と育成シミュレーションやミニスケープの要素を含んだゲームデザインが特徴。スタッフには製作指揮（ゲームデザイン）を務める和田の他、音楽担当に植松伸夫、キャラクターデザインににしだあつこを起用している。

## あらすじ
主人公は、ある日宛先人不明の手紙を読む。主人公の祖母、ばあばがいなくなったため、店を手伝ってほしいとのことだった。その店があった場所は、偶然なのか必然なのか、幼いころを過ごした村だった。なつかしい気持ちがこみ上げた主人公は店を手伝うことに。そして、その村の住人が巻き起こす『ストーリー』は幕を開けた。

## 登場人物

### メインキャラクター
主人公※性別・外見はカスタマイズ可能。
ポチカル
ばあばが消息を絶った後、彼女の代わりに店番を行っていた妖精。一人では商品を出すこともできなかったため、主人公に手紙をよこした。

### 村の住人

#### 結婚候補 女子
アンナ
気が強い少女だが、人一倍思いやりのある少女。
みきぽ
動物をこよなく愛する少女。
はるか
面倒見の良い少女。家は農家で、母親の失敗のフォローに忙しい。

#### 結婚候補　男子
ジン
ばあばの村を訪れた旅人。農家・ボーボウと暮らすことになった。
フォックス
本人の幼馴染だと言い張る少年。村の都会化を夢見ている。
ツカサ
神を研究する学者。見た目とは裏腹に、お調子者な一面も。

#### その他の住人
ラミソー
浜辺で倒れていた少女。異国から来たらしく、コミュニケーションに難がある。
ゆい
雨の日にしか外に出ない、不思議な少女。
リリー・ボーン
見習い鍛冶屋の双子、リュックとラックの師匠。
ガンジュ
ラミソーを預かることになった無口な釣り人。
ポッケ
狩人、ワモールの息子。心優しい少年。ゆいのことを気にかけている。
ミオルグ
兄貴肌の木こり。ポッケやハービーに好かれている。
コヨーテ
ばあばの村の村長。時計を作るのが好きで、時間にうるさい。
エイシャ
コヨーテの妻。昔事故にあい、今は車いすで生活している。いつも穏やかでにこやか。
みよちゃん
はるかの母親。自分の名前を忘れるほどの天然ボケ。本人は全く気にしていない。
ボーボウ
村一番の頑固者である農夫。他者と距離を置きたがる一方、良い作物を作ることに情熱を傾けている。
カノン
村のレストランで料理を作る女性。アンナとハービーの母親。お客が全く来ないことが悩みだったが、その原因は本人の料理の腕前にあった。
ハービー
アンナの弟で、小柄な体格が悩みなため、いつも竹馬に乗っている。
スー
ハービーの片思いの相手である魔法使い。
マジステン
スーの相棒で、ポチカルを黒くしたような見た目をしている。
リュック
見習い鍛冶屋。口笛を吹くのが得意。しっかり者。
ラック
リュックの双子。口笛の代わりに鼻歌を歌っている。ボケ担当。
ポロロ
気弱なドラゴン。
ワモール
ポッケの父である狩人。
かかし
何か過去を抱えるかかし。しゃべることができる。
ミドリコ
商人。珍しいアイテムも売るが、黒いうわさも多い女性。
神さま
神さま。人によっては見える存在。実体がないため、性格も日によって変わる。
森の精霊
人間との共存を望む精霊。
ルーシュ
ばあばの村に暮らす美人女性。ツカサに女神だと正体を見破られるが全く本人は気にしていない。
ひまわり
ファッションデザイナー。見た目は不気味だが、その腕は確か。
風の精霊
ちょっとドジな精霊。イベントを成功させると、主人公にワープのできる笛を渡してくれる。
リョウニ
名探偵を自称する男性。彼の推理の間違いを皆気付いているため、トラブルになることはなかった。
ちゃっぴー
自警団長を自称する少女。事件に首を突っ込んで、さらに大きくさせてしまうが、憎めない子。